# جون ريتشارد هاردي
جون ريتشارد هاردي (بالإنجليزية: John Richard Hardy)‏ (18 مايو 1807 - 1858) هو لاعب كريكت بريطاني (وحمل سابقاً جنسية المملكة المتحدة لبريطانيا العظمى وأيرلندا).

## وصلات خارجية
- جون ريتشارد هاردي على موقع إي آس بي آن كريك إنفو (الإنجليزية)